# Novak Martinović
Novak Martinović (sârbă Hoвaк Mapтинoвић) (n. 31 ianuarie 1985, Belgrad, Iugoslavia) este un fotbalist sârb retras din activitate care a evoluat pe postul de fundaș central.

## Carieră
Martinović a debutat în Liga I pentru Pandurii Târgu Jiu pe 4 aprilie 2009 într-un meci pierdut împotriva echipei FC Argeș Pitești. După un sezon foarte reușit s-a transferat în 2010 a ajuns la FCSB. Acolo în primul sezon a impresionat, dar după următorul nu foarte bun, a fost vândut la Wuhan Zall. Pe 3 iulie 2013, a fost lăsat liber de contract și a semnat cu Steaua Roșie Belgrad.

## Palmares
- FCSB
  - Cupa României (1): 2010-2011
  - Liga I (1): 2012-2011